# Wijken en buurten in Castricum
De Nederlandse gemeente Castricum is voor statistische doeleinden onderverdeeld in wijken en buurten. De gemeente is verdeeld in de volgende statistische wijken:
- Wijk 00 Centrum (CBS-wijkcode:038300)
- Wijk 01 Castricum-Noord (CBS-wijkcode:038301)
- Wijk 02 Castricum-Oost (CBS-wijkcode:038302)
- Wijk 03 Castricum-Zuid (CBS-wijkcode:038303)
- Wijk 04 Bakkum (CBS-wijkcode:038304)
- Wijk 05 Akersloot (CBS-wijkcode:038305)
- Wijk 06 de Woude (CBS-wijkcode:038306)
- Wijk 07 Limmen (CBS-wijkcode:038307)

Een statistische wijk kan bestaan uit meerdere buurten. Onderstaande tabel geeft de buurtindeling met kentallen volgens het Centraal Bureau voor de Statistiek (2008):
| CBS-buurtcode | Buurtnaam            | Inwonertal | Opp. totaal (ha) | Opp. land (ha) | Ligging                |
| ------------- | -------------------- | ---------- | ---------------- | -------------- | ---------------------- |
| BU03830001    | Centrum-Noord        | 2360       | 41               | 41             | Locatie in de gemeente |
| BU03830011    | Centrum-Zuid         | 2380       | 48               | 48             | Locatie in de gemeente |
| BU03830101    | Oranjebuurt          | 2930       | 54               | 54             | Locatie in de gemeente |
| BU03830111    | Kooiweg              | 2750       | 75               | 74             | Locatie in de gemeente |
| BU03830201    | Molendijk            | 3190       | 56               | 56             | Locatie in de gemeente |
| BU03830211    | Noord-End            | 2440       | 101              | 99             | Locatie in de gemeente |
| BU03830221    | Albert's Hoeve       | 3120       | 70               | 68             | Locatie in de gemeente |
| BU03830301    | Beverwijkerstraatweg | 560        | 80               | 80             | Locatie in de gemeente |
| BU03830311    | Buitengebied         | 60         | 343              | 340            | Locatie in de gemeente |
| BU03830401    | Bakkum-Noord         | 540        | 413              | 412            | Locatie in de gemeente |
| BU03830411    | Bakkum-Zuid          | 2140       | 87               | 87             | Locatie in de gemeente |
| BU03830421    | Duin en Bosch        | 240        | 82               | 82             | Locatie in de gemeente |
| BU03830431    | Duingebied           | 40         | 1641             | 1601           | Locatie in de gemeente |
| BU03830501    | Akersloot Oost       | 1670       | 438              | 205            | Locatie in de gemeente |
| BU03830511    | Akersloot West       | 3280       | 581              | 543            | Locatie in de gemeente |
| BU03830601    | de Woude             | 160        | 475              | 248            | Locatie in de gemeente |
| BU03830701    | Limmen West          | 2370       | 279              | 279            | Locatie in de gemeente |
| BU03830711    | Limmen Centrum       | 2570       | 52               | 52             | Locatie in de gemeente |
| BU03830721    | Limmen Oost          | 1900       | 584              | 577            | Locatie in de gemeente |